# القوة التنفيذية
القوة التنفيذية هي جهاز أمني فلسطيني أسسه سعيد صيام، وزير داخلية حكومة إسماعيل هنية عام 2006، بموجب القانون الفلسطيني الأساسي الذي نص على حق وزير الداخلية في استحداث قوة أمنية شرطية تساعد الأجهزة الأمنية في أداء مهماتها، واستمرت القوة في آداء مهامها حتى سيطرة حركة حماس على قطاع غزة في تموز/يوليو 2007.

## التأسيس
بعد فوز كتلة التغيير والإصلاح المقربة لحركة حماس بالانتخابات التشريعية الفلسطينية في عام 2006 وتشكيلها لحكومة السلطة الفلسطينية العاشرة، عمد وزير الداخلية سعيد صيام، امام رفض قادة أجهزة السلطة الأمنية الموالين لحركة فتح التعامل معه وتجاهلهم لقراراته، إلى تأسيس جهاز أمني جديد بناءً على المادة الثالثة من القانون الأساسي الفلسطيني أطلق عليه اسم القوة التنفيذية، لتضطلع بتنفيذ قرارات وزير الداخلية في فرض الأمن والنظام، والتغلب على اعتبره حالة عصيان من طرف الأجهزة الأمنية.

## التشكيل
عمد الوزير صيام إلى تشكيل القوة التنفيذية من عناصر من الفصائل الفلسطينية كافة، وقد وصل عدد المنتسبين لها في العام الأول إلى 6300 عنصر، ويبين الجدول التالي يبين أعداد المنتسبين من الفصائل الفلسطينية المختلفة:
| اسم الفصيل                      | عدد المشاركين |
| ------------------------------- | ------------- |
| حركة حماس                       | 2500          |
| حركة فتح                        | 1100          |
| لجان المقاومة الشعبية           | 600           |
| مستقلون                         | 540           |
| الجبهة الشعبية                  | 250           |
| جبهة التحرير العربية            | 202           |
| الجبهة الشعبية - القيادة العامة | 100           |
| كتائب الشهيد أحمد أبو الريش     | 90            |
| مجموعات وديع حداد               | 70            |
| الجبهة الديمقراطية              | 25            |

## التمويل
كان بناء جسم القوة التنفيذية معتمدا على تمويل من تبرعات خارجية وداخلية أغلبها من الفصائل الفلسطينية، بالإضافة إلى موازنات قليلة من وزارة المالية الفلسطينية في حكومة إسماعيل هنية، وقد جهزت القوة آنذاك بنحو مئتي سيارة دفع رباعي، وسلّحت ببنادق كلاشنكوف وقنابل يدوية مصنعة محليا، وتمركزت في 16 موقعا في قطاع غزة.

## المهام والأهداف
عرّفت الحكومة مهام القوة التنفيذية بفرض الأمن الداخلي، وحماية المواطنين، والقضاء على «الفلتان الأمني» المتفشي في قطاع غزة نتيجة للحالة السياسية، والمحافظة علی المؤسسات الحكومية والوطنية والإسلامية بشكل عام، وكذلك نزع سلاح العائلات للحيلولة دون حدوث نزاعات بين العائلات الكبرى.

## إنجازات القوة التنفيذية
تمكنت القوة التنفيذية من فرض الأمن في مناطق سيطرتها ومنعت السرقات، وحاربت الإجرام المنظم، وأعلنت القبض على شبكات لترويج المخدرات، وأخرى لتزوير الأموال ولسرقة سيارات، كما لاحقت شبكات الدعارة وما وصفته بـ«السقوط الأخلاقي»، وجهدت في الحد من المشاكل العشائرية في قطاع غزة.

## معيقات عمل القوة التنفيذية
واجهت القوة التنفيذية مشاكل مادية تتعلق بنقص الإمكانيات، فلم تتمكن من توفير زي موحد لكل أفرادها، وعانت من قلة المركبات اللازمة للحركة، وحد من فعالية عملها التركيبة العشائرية التي أعطت في كثير من الحالات غطاءا للخارجين عن القانون. كما واجهت إشكالا سياسيا على أرضية الخلاف مع حركة فتح المسيطرة على أجهزة السلطة ورفضها التعاون مع حكومة هنية، وتعرضت لحملة إعلامية من طرف حركة فتح تتهمها بالانقلابية.

## حل القوة التنفيذية
بعد سيطرة حماس على قطاع غزة في يوليو/ تموز 2007، نص قرار صادر عن رئيس السلطة محمود عباس، على «حظر القوة التنفيذية» باعتبارها «خارجة على القانون»، ووزّع بعد ذلك منتسبو القوة على الأجهزة التي تعمل تحت لواء الشرطة في قطاع غزة.